# Pietro Caucchioli
Pietro Caucchioli (né le 22 août 1975 à Bovolone, dans la province de Vérone, en Vénétie) est un coureur cycliste italien. Il fait ses débuts professionnels en 1999 au sein de l'équipe italienne Amica Chips.

## Biographie
Pietro Caucchioli totalise cinq victoires dans sa carrière professionnelle. Il se révéla au plus haut niveau lors du Tour d'Italie 2002 en terminant troisième du classement général.
Le 17 juin 2009, il est suspendu par la Lampre pour dopage au cours du Tour de Pologne. Le 3 juin 2010, il est condamné à deux ans de suspension. Celle-ci, commençant rétroactivement au 18 juin 2009, se termine le 17 juin 2011.

## Palmarès

### Palmarès amateur
- 1992
  - 3e du championnat d'Italie sur route juniors
- 1996
  - 3e de la Coppa Messapica
- 1998
  - Grand Prix Santa Rita
  - Giro del Belvedere

### Palmarès professionnel
- 1999
  - 4e étape du Tour de la province de Lucques
  - 3e du Trofeo Calvià
- 2001
  - 8e et 17e étapes du Tour d'Italie
  - 9e du Tour d'Italie
- 2002
  - 3e étape du Tour d'Aragon
  - 3e du Tour d'Italie
- 2003
  - 3e étape du Tour de la province de Lucques
  - 2e de la Route du Sud
  - 2e du Tour de la province de Lucques
- 2005
  - 8e du Tour d'Italie
- 2006
  - 3e étape du Tour méditerranéen (contre-la-montre par équipes)
  - 2e du Tour du Haut-Var
  - 3e du Tour méditerranéen
  - 8e de Paris-Nice
  - 9e du Critérium du Dauphiné libéré
- 2007
  - 3e du Tour de Wallonie
- 2008
  - 5e du Tour d'Allemagne

## Résultats sur les grands tours

### Tour de France
4 participations
- 2003 : non-partant (13e étape)
- 2004 : 11e
- 2005 : 36e
- 2006 : 16e

### Tour d'Italie
7 participations
- 1999 : 46e
- 2000 : 85e
- 2001 : 9e, vainqueur des 8e et 17e étapes
- 2002 : 3e
- 2003 : 26e
- 2005 : 8e
- 2007 : 27e

### Tour d'Espagne
4 participations
- 2002 : 23e
- 2004 : abandon (12e étape)
- 2006 : 37e
- 2007 : abandon (14e étape)

## Classements mondiaux
| Année              | 2005 | 2006 | 2007 | 2008 |
| ------------------ | ---- | ---- | ---- | ---- |
| Classement ProTour | 80e  | 98e  |      | 47e  |